# Загорський Василь Георгійович
Васи́ль Гео́ргійович Заго́рський (молд. Vasile Zagorschi; 27 лютого 1926, Кара-Махмед, Ізмаїльський повіт, Бессарабія, Румунія — 1 жовтня 2003) — радянський і молдавський композитор, педагог і піаніст. Член Спілки композиторів Молдавської РСР (1956), з 1964 року — її голова, 1968 — секретар правління Спілки.

## Життєпис
Навчався в Кишинівській середній школі (1941—1944), потім в середній школі в Рамніку-Валча (1944—1945).
1952 року закінчив Кишинівську консерваторію — клас Л. С. Гурова.
Одночасно в 1947—1951 роках працював викладачем теоретичних предметів в музичній школі-десятирічці, у 1951—1953 — викладачем та заступником директора по науковій та навчальній роботі Кишинівського музичного училища.
1957—1959 роки — заступник директора по науковій та навчальній роботі Кишинівської консерваторії.
Протягом 1959—1962 років — директор Молдавського театру опери та балету.
1960 року вдостоєний звання заслуженого діяча мистецтва Молдавської РСР.
Лауреат Державної премії Молдавської РСР 1968 року — «за рапсодію для скрипки, двох фортепіано та групи ударних інструментів».
1970 року отримує звання доцента.
В 1978—1990 роках був у складі Виконавчої ради Міжнародного музичного консиліуму ЮНЕСКО.
1982 — народний артист Молдавської РСР.
В його творчому доробку —балет, кантати, інструментальні п'єси, романси, симфонії, музика до фільмів:
- 1955 — «Молдавські наспіви» — спільно з Шико Арановим,
- 1964 — «При спробі втечі»
- 1967 — «Маріанна»
- 1970 — «Ризик»
- 1973 — «Мости»
- 1978 — «Агент секретної служби»
- 1982 — «Ця чоловіча робота»
- 1982 — «Лебеді у ставку»
- 1985 — «Життя і безсмертя Сергія Лазо» (3-серійний)

Був депутатом Верховної Ради Молдавської РСР 8-го скликання.
1997 року нагороджений Орденом Республіки.